# Бел (Хунсрик)
Бел (њем. Bell) општина је у њемачкој савезној држави Рајна-Палатинат. Једно је од 134 општинска средишта округа Рајн-Хунсрик. Према процјени из 2010. у општини је живјело 1.510 становника. Посједује регионалну шифру (AGS) 7140009.

## Географски и демографски подаци
Бел се налази у савезној држави Рајна-Палатинат у округу Рајн-Хунсрик. Општина се налази на надморској висини од 420 метара. Површина општине износи 23,5 km². У самом мјесту је, према процјени из 2010. године, живјело 1.510 становника. Просјечна густина становништва износи 64 становника/km².

## Међународна сарадња
| Мјесто | Држава    | Врста сарадње | Од    |
| ------ | --------- | ------------- | ----- |
|        | Француска | партнерство   | 1994. |
|        | Француска | партнерство   | 1994. |
| Извор  |           |               |       |